# Джованни, Дионисий Александрович
Дионисий Александрович Джованни (в украинских источниках Джовани) (1886, Одесса — 23 октября 1971, Лондон) — русский и советский агроном, профессор, учёный и практик в области мелиорации. В годы Великой Отечественной войны (1941–1943) бургомистр Новгорода.

## Биография
Родился в 1886 году семье эмигранта из Италии Алессандро Дольчи-ди-Джованни (итал. Alessandro Dolci di Giovanni), покинувшего родину в революционные 1859–1860-е годы и обосновавшегося в Одессе, где был зарегистрирован по купеческому сословию. Фамилия его сына Дионисия в России и СССР писалась (в справочниках, научных трудах) просто Джованни. В советской Украине, где Дионисий работал много лет, в документах на украинском языке фамилия писалась с одним «н». Неправильное с точки зрения правил русского языка написание фамилии «Джовани» с одним «н» может встречаться в материалах, переведённых с украинского языка без учёта фактора проведения в этом языке принудительного сокращения удвоенных согласных при передаче иностранных слов и фамилий (например, «Джованi»).
С 1894 по 1905 годы учился в одесской гимназии. По её окончании поступил на сельскохозяйственное отделение Киевского политехнического института, где получил диплом агронома со специализацией «культуртехник» и был прикреплён к Главному управлению землеустройства и земледелия. К трудовой деятельности Д.А.Джованни приступил в первые годы столыпинской аграрной реформы, когда министерство получило средства на выдачу «пенсий» для повышения квалификации молодых специалистов за границей, аналогично пенсионерам Академии художеств. Это позволило Джованни получить дополнительное образование в ведущих аграрных научно-образовательных центрах Германии и Голландии со специализацией по мелиорации.
По возвращении в Россию в 1908 году Джованни получил назначение в Новгородскую губернию в распоряжение местного подразделения министерства, ведавшее мелиорацией и луговодству. Местом расположения агростанции, которую ему предстояло запустить, была выбрана деревня Болотная, расположенная между железной дорогой на Петербург (примерно в 15 километрах к северо-западу от Новгорода) и сухопутным трактом в столицу, на котором стояла ближайшая к Болотной деревня Вяжищи. Официальный остановочный пункт на полустанке «Болотная» появился на схемах железнодорожного движения только в 1929 году. Здесь молодой мелиоратор трудился вплоть до 1918 года, сначала в должности специалиста, а затем — старшего специалиста. За этот период Джованни опубликовал множество научных работ, читал крестьянам лекции по мелиорации и луговодству, помогал им участвовать в сельскохозяйственных и кустарных выставках. В целом, усилиями агрономов Новгородчины, и в их числе Дионисия Александровича, по всей губернии были устроены свыше 125 опытно-показательных участков, а также организованы прокатные пункты мелиорационных машин и орудий. Незадолго до первой мировой войны министерство вновь отправило Джованни за границу, где он посетил Швецию, Данию и вновь Германию.
В кругу земской интеллигенции Дионисий Джованни познакомился с семьёй известного новгородского краеведа и литератора А. Г. Слезскинского (1857—1909) и вскоре женился на его дочери Ксении, красоту и таланты которой унаследовала дочь Людмила Дионисьевна.
Незадолго до рождения Людмилы, в конце 1918 года Дионисий и Ксения покидают голодные северные края и перебираются на Украину, где ещё до революции обосновались многочисленные дети Алессандро (Дионисий был 16-м ребёнком в семье). Упоминая «Укргосспирт», исследователь ошибочно указывает на Киев как якобы место прибытия Джованни: город после Брестского мира находился под властью Директории, и местоположением советских учреждений могла быть только первая столица УССР, Харьков. Именно Харьковом атрибутированы и фотографии соответствующих лет из фонда Р-35 
Новгородского музея-заповедника. В начале 1924 года Джованни переходит с временной для него работы в Укргосспирте на работу по профилю, ведущим специалистом по мелиорации в опытный отдел Народного комиссариата земельных дел УССР.
Здесь Дионисий Александрович смог в полной мере реализовать свой организаторский талант и научно-образовательный потенциал — его привлекли к разработчке первого пятилетнего плана НКЗД УССР по проведению осушительных работ. Джованни способствовал возрождению селекции и семеноводства кормовых трав; его подпись стоит под разработками 14 законодательных и регламентирующих документов. Своё видение «будущего социалистической мелиорации», проекты путей решения проблем агромелиорации Джованни представлял и на республиканском, и на союзном уровнях. Параллельно работе в наркомате и его научно-консультационном совете Дионисий Джованни не только продолжает заниматься наукой, но вступает на путь вузовского учёного и преподавателя на инженерно-мелиоративном факультете Харьковского сельскохозяйственного института имени Х. Раковского, где вскоре получает звание профессора.
Обвинения в связях с неблагонадёжными элементами, следы которых нашли в архиве харьковского наркомата за 1934 год, удалось опротестовать. Благодаря своему авторитету учёного, Джованни получил настолько сильную поддержку, что уже в 1935 году «Джованни, Дион. Ал-др., Проф.» значится в справочнике «Весь Ленинград», в квартире по адресу Строгановская набережная, 9-в. Предположения, что в 1939 году Джованни с семьёй был якобы выслан из Ленинграда как политически неблагонадёжный не соответствуют воспоминаниям самой Людмилы. Из них следует, что работу на мелиоративной станции «Болотная», возобновлённую после возвращения из Харькова, профессор Джованни продолжал вплоть до эвакуации из Ленинграда в Новгород. Более того, когда в августе 1941 года эшелон разбомбили, Джованни, по воспоминаниям Людмилы, сначала вытолкнул их с матерью из загорающегося вагона, а потом вывел пешком его новгородскому жилью на Болотной (открытый в 1929 году полустанок находился в 15 километрах от Новгорода).
Во время оккупации в декабре 1941 года был назначен на должность бургомистра Новгорода и занимал её до апреля 1943 года. Весной 1943 года бургомистр Джованни оказал существенную помощь партизанам, предоставив им карты болот и проходов. Джованни также помогал народным мстителям продуктами, но при очередной попытке направить груз в партизанский край возчик Янчевский выдал бургомистра и написал на него донос в гестапо. Джованни был арестован и предстал перед трибуналом, но по счастливому совпадению его председателем оказался соученик Джованни по учёбе в Германии. Он настоял, что «немецкий студент не стал бы помогать партизанам». Оправданный трибуналом Джованни с семьёй получил пропуск в Германию, где и встретил окончание войны в британской зоне оккупации. По словам историка Бориса Ковалёва розыскное дело на Джованни не возбуждалось.
Дионисий Александрович Джованни скончался в Лондоне 23 октября 1971 года.

## Людмила Дионисьевна Джованни
Людмила Дионисьевна Джованни (в замужестве фон Трапп-Рейнольдс, 1919–2011) — дочь Дионисия Александровича Джованни и Ксении Александровны Слезскинской. В 1914–1918 году мать Людмилы училась в Петрограде в школе Общества поощрения художеств у художника Александра Вахрамеева (1974–1926), по окончании которой вышла замуж за Дионисия и вскоре переехала с ним на Украину, где родилась, а затем и училась в Харькове дочь Людмила. В 1934-35 годах семья возвращается в Ленинград. Здесь Людмила поступает сначала в школу одарённых детей при Ленинградском институте живописи, скульптуры и архитектуры (бывшая Академия Художеств), а весной 1941 года и в сам институт. Людмила Джованни — автор знаменитого «Альбома Милы» — фотографий и зарисовок Новгорода времён немецкой оккупации.

## Историко-биографические исследования
В XXI веке имя Дионисия Александровича Джованни впервые попало в поле зрения историков в контексте исследований научного научного наследия проф. Н. А. Тюленева, проф. Г. Г. Махова и проф. Е. В. Оппокова, которые проводил в 2000-е годы директор ДНСГБ НААН, член-корреспондент НААН В. А. Вергунов. В 2004 году при работе с архивными материалами в Центральном Государственном Архиве высших органов власти и управления Украины учёный получил доступ к личному делу Д. А. Джованни. Исследовав ещё несколько источников о его жизни и работе на Украине, в 2006 году В. А. Вергунов написал на основе этих материалов первую статью, выход которой был приурочен к 120-летию со дня рождения агронома. В следующем году была издана краткая биографическая справка, в которой год смерти учёного значился, как невыясненный. Обе публикации были изданы на украинском языке.
К работе был подключён ученик В. А. Вергунова, Ю. А. Долгорук, подготовивший биобиблиографическую справку по работам Д. А. Джованни за 1912–1939 годы. Справка была издана учёными в соавторстве в 2011 году. Позже В. А. Вергунов и Ю. А. Долгорук переиздали это материалы в совместной монографии «Джовані Діонісій Олександрович (1886-1971): біобібліографічний покажчик наукових праць за 1912–1939 роки», отпечатанной на украинском языке тиражом 300 экземпляров.
В дальнейшем Ю. А. Долгорук выступил с рядом публикаций, в которых изложил итоги самостоятельного исследования биографии Д. А. Джованни и членов его семьи. Ю. А. Долгорук установил девичью фамилию его жены (Канцерова), а также определил, что изредка встречающееся написание «Джиованни» является ошибочным и вызвано некорректным использованием транслитерации итал. Giovanni вместо положенной по правилам фонетической транскрипции Джованни.
В России жизнь и деятельность Дионисия Джованни и его семьи на протяжении многих лет освещает Борис Николаевич Ковалёв. Продолжается уточнение атрибуции фотографий и графики, переданных в дар Новгородскому музею-заповеднику внуками Дионисия — сыновьями Людмилы Джованни - фон Трапп